# Bismarck-Klasse (1878)
Die Bismarck-Klasse war eine Klasse von sechs Gedeckten Korvetten, die in den 1870er Jahren für die deutsche Kaiserliche Marine gebaut wurden. Die sechs Schiffe waren Bismarck, Blücher, Stosch, Moltke, Gneisenau und Stein. Die Korvetten der Klasse wurden Anfang der 1870er Jahre im Rahmen eines großen Marinebauprogramms bestellt und sollten als Flottenaufklärer und auf ausgedehnten Einsatzfahrten in überseeischen Interessensgebieten des deutschen Kaiserreichs Dienst tun. Die Schiffe hatten als Hauptbewaffnung eine Batterie von zehn bis sechzehn 15-cm-Ringkanonen und verfügten über eine vollständige Segelausrüstung, um die ebenfalls vorhandene Dampfmaschine auf langen Einsatzfahrten in Übersee zu ergänzen. Ein Schiff der Klasse, die Blücher, wurde kurz nach ihrer Fertigstellung in ein Torpedotest- und Schulschiff umgewandelt, deren Waffen durch verschiedene Torpedostarter ersetzt wurden. 1884 wurden die Schiffe in Kreuzerfregatten umklassifiziert.
Die meisten Schiffe der Klasse wurden während ihrer gesamten Dienstzeit bei mehrjährigen Einsatzfahrten in Übersee eingesetzt, häufig auch, um im Sinne einer Kanonenbootpolitik deutsche Interessen mittels Machtprojektion zu schützen und die Expansion des deutschen Kolonialreichs ab den 1880er Jahren voranzutreiben. Die Moltke unterstützte 1882 eine der deutschen Expeditionen für das Internationale Polarjahr. Die Bismarck war 1884 an der Eroberung der Kolonie Kamerun beteiligt und die Gneisenau besuchte 1885 das vom Deutschen Reich beanspruchte Witugebiet. Weiterhin wurden Schiffe der Klasse als Stationäre in Mittel- und Südamerika, um dort deutsche Interessen, zumal während dortiger lokaler Kriege, zu schützen. Zum Teil waren die Schiffe auch Bestandteile der zumeist temporär existierenden Kreuzergeschwader der Kaiserlichen Marine.

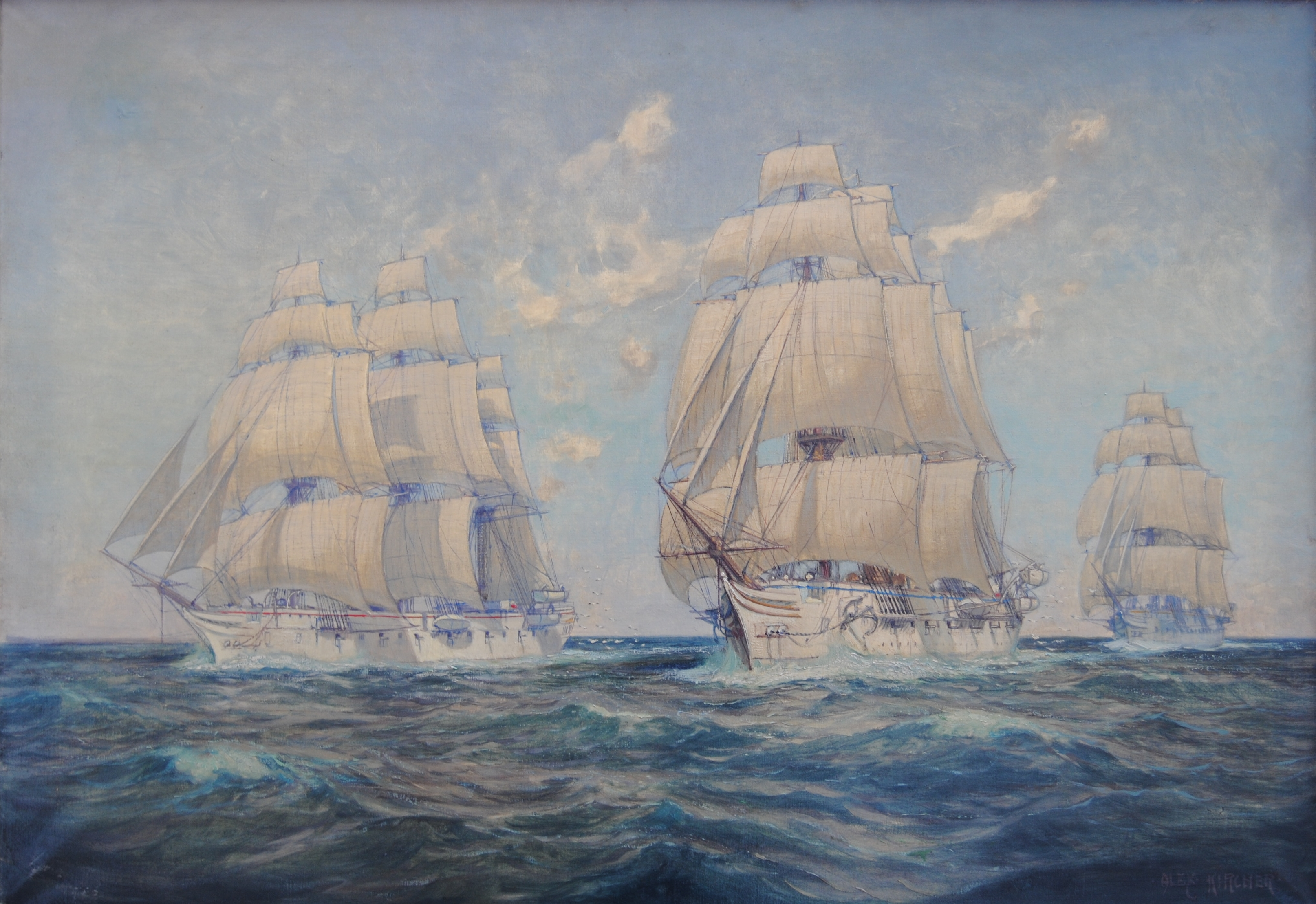
Die Schulschiffe der Kaiserlichen Marine Stosch, Stein und Gneisenau unter vollen Segeln 1896

Blücher und Stein dienten während ihrer gesamten Dienstzeit als Ausbildungsschiffe, wobei sie zunächst zur Ausbildung an der gerade erst entwickelten Torpedowaffe genutzt wurden. So wurden die meisten deutschen Besatzungen auf diesen beiden Schiffen an der Waffe ausgebildet. Später, etwa ab 1900, wurden auf den Schiffen Marinekadetten und Schiffsjungen trainiert. Auch Gneisenau, Moltke und Stosch wurden in ihren späteren Dienstjahren als Schulschiffe verwendet. Der Ausbildungscharakter der Schiffe brachte ihnen den Spitznamen „schwimmende Gymnasien“ ein. Auch in dieser Rolle gingen die Schiffe auf ausgedehnte Einsatzfahrten hauptsächlich nach Westindien und in das Mittelmeer, um dort neben der Ausbildung wiederum deutsche Interessen zu vertreten und die deutschen Stationäre zu unterstützen. Die Bismarck war das erste Schiff der Klasse, das außer Dienst gestellt und 1891 als Wohnschiff verwendet wurde. Die Gneisenau ging vor Málaga in einem Sturm verloren. Die Blücher wurde 1907 durch eine Kesselexplosion schwer beschädigt und danach verkauft. Die Stosch wurde im selben Jahr für die Verschrottung verkauft. 1908 wurde die Stein ebenfalls in ein Wohnschiff umgewandelt. Die Moltke, die bis 1907 in Dienst stand, ereilte 1911 das gleiche Schicksal, wobei sie dazu auch in Acheron umbenannt wurde. Bismarck, Stein und Acheron wurden 1920 abgewrackt.

## Baudaten der Schiffe
| Schiff    | Bauwerft                        | Kiellegung    | Stapellauf         | Fertigstellung    |
| --------- | ------------------------------- | ------------- | ------------------ | ----------------- |
| Bismarck  | Norddeutsche Schiffbau AG, Kiel | November 1875 | 25. Juli 1877      | 27. August 1878   |
| Blücher   | Norddeutsche Schiffbau AG, Kiel | März 1876     | 20. März 1877      | 21. Dezember 1878 |
| Stosch    | AG Vulcan, Stettin              | November 1875 | 8. Oktober 1877    | 10. März 1878     |
| Moltke    | Kaiserliche Werft, Danzig       | Juli 1875     | 18. Oktober 1877   | 16. April 1878    |
| Gneisenau | Kaiserliche Werft, Danzig       | Juni 1877     | 4. September 1879  | 3. Oktober 1880   |
| Stein     | AG Vulcan, Stettin              | 1878          | 14. September 1879 | 3. Oktober 1880   |

## Entwicklungsgeschichte und Design
Nach dem Deutsch-Französischen Krieg startete die Kaiserliche Marine ein generelles Expansionsprogramm, den sogenannten „Flottenplan von 1873“, um die Flotte zu verstärken und zu modernisieren, hauptsächlich, um auf einen möglichen erneuten Konflikt mit Frankreich vorbereitet zu sein. Parallel expandierten aber auch die deutschen Handelsinteressen auf den überseeischen Märkten in Asien, Mittel- und Südamerika und im Pazifik, wobei gleichzeitig andere europäische Mächte begannen, deutsche Unternehmen von Aktivitäten in ihren überseeischen Interessensgebieten auszuschließen. Um diese deutschen Interessen besser zu schützen und zur weiteren Machtprojektion in Übersee wurde ein Bedarf an Kriegsschiffen für lange Reisestrecken und Überseeaufenthalte identifiziert. Hierfür waren die bisherigen Kapazitäten der herkömmlichen Segelkorvetten der Kaiserlichen Marine zu gering und außerdem veraltet. Entsprechend entschied das Marinekommando, dass moderne Dampfkorvetten für Aufklärungszwecke sowie für den Dienst in Übersee erforderlich waren. Die technische Innovation der Dampfkraft in der Schifffahrt stand erst seit vergleichsweise kurzer Zeit zur Verfügung und hatte bei den Panzerschiffen der modernen Marinen die Segel bereits abgelöst. Die langen Auslandsfahrten, die zur Sicherung der deutschen Wirtschaftsinteressen notwendig waren, erforderten zum einen aber einen viel größeren Aktionsradius als den der Panzerschiffe und zum anderen waren Dampfmaschinen noch nicht zuverlässig und effizient genug, um sich allein auf sie zu verlassen. Für die vorgesehene Aufgabe entschied die deutsche Marineführung daher, dass die Beibehaltung traditioneller Segelanlagen erforderlich war.
Entsprechend wurden die sechs Schiffe der Bismarck-Klasse Anfang der 1870er Jahre im Rahmen dieses Programms zur Modernisierung der Flotte bestellt. Der Entwurf wurde zwischen 1873 und 1875 erstellt und ähnelte der vorhergehenden Leipzig-Klasse, wobei die Schiffe der Bismarck-Klassen etwas kleiner waren.

## Eigenschaften
Die Schiffe der Bismarck-Klasse variierten geringfügig in ihren Abmessungen. An der Wasserlinie waren die Schiffe insgesamt 72,18 bis 72,2 Meter (m) und insgesamt 82 bis 82,5 m lang. Sie hatten eine Breite von 13,7 m und einen Tiefgang von 5,2 bis 5,68 m vorn und 6,18 bis 6,3 m achtern. Sie verdrängten normalerweise 2.756 bis 2.856 t und bei Volllast 2.994 bis 3.386 t. Die Schiffsrümpfe wurden mit quer verlaufenden Eisenrahmen und einer Schicht Holzbrettern konstruiert, die mit Zink ummantelt waren, um Biokorrosion bei den längeren Einsätzen in Übersee zu verhindern, wo Werftanlagen nicht ohne weiteres verfügbar waren. Zum Schutz des Maschinenraumes waren die Schiffe außerdem mit einem doppelten Boden darunter ausgestattet.
Die Schiffsbesatzung bestand aus 18 Offizieren und 386 Mannschaften. In den Dienstzeiten als Schulschiffe konnten diese Zahlen aber stark variieren. Eine typische Besatzung in dieser Rolle waren 20 Offiziere und 449 Seeleute, von denen 50 Marinekadetten und 210 Schiffsjungen waren. Die Gneisenau hatte typischerweise 17 Offiziere und 443 Seeleute Besatzung, von denen 20 Kadetten und 220 Schiffsjungen waren. Bei dem Torpedoschulschiff Blücher variierte die Besatzungsgröße zwischen 14 und 34 Offizieren und 287 und 494 Seeleuten. Jedes Schiff war mit einer Anzahl kleinerer Boote, darunter ein Wachboot, zwei (später sechs) Kutter, zwei Jollen und zwei Dingis ausgestattet. Die Blücher hatte sechs Wachboote, zwei Barkassen, eine Pinasse, zwei Jollen und zwei Dingis, von denen die letzten später entfernt wurden.

## Antrieb
Die Schiffe waren mit einer einzelnen 3-Zylinder-Schiffsdampfmaschine ausgestattet, die mit vier kohlebefeuerten Kesseln einen 2-Blatt-Propeller mit einer einziehbaren Welle antrieb. Lediglich die Blücher hatte einen 3-Blatt-Propeller. Die Schiffe hatten eine Höchstgeschwindigkeit von 12,5 bis 13,9 Knoten (23,2 bis 25,7 km/h) bei 2.334 bis 2.989 PS (2.302 bis 2.948 ihp). Die Kohlenlagerung betrug 270 bis 326 t. Sie hatten einen Reiseradius von 2.480 Seemeilen (4.410 km) bei einer Geschwindigkeit von 9 Knoten (17 km/h). Bei 10 Knoten fiel der Reiseradius auf 1.940 sm.
Gemäß den Vorgaben wurden die Schiffe der Bismarck-Klasse mit einem kompletten Segelrig ausgestattet, um die Dampfmaschine bei den Einsätzen in Übersee zu ergänzen. Dieses wurde jedoch später reduziert und beispielsweise bei der Blücher wurde die Takelage später vollständig entfernt. Die Lenkung wurde über ein einziges Ruder gesteuert. Die Schiffe waren gute Seeboote, hatten aber schon bei mäßigem Wind einen signifikanten Abdrift und waren schwer zu manövrieren. Sie verloren in beträchtlichem Maß Geschwindigkeit bei Seegang von vorn und hatten unter Segeln nur eine begrenzte Leistung.

## Bewaffnung
Die Schiffe der Bismarck-Klasse waren mit einer Batterie von Ringkanonen des Kalibers 15,0 cm L/22 bewaffnet. Die Bismarck hatte sechzehn dieser Kanonen, Stosch und Moltke je zehn, Stein zwölf, Gneisenau vierzehn und Blücher war mit den Hauptbatteriewaffen nur solange ausgestattet, bis sie zu einem Schulschiff umgebaut wurde. Die Bismarck hatte 1660 Granaten für diese Bewaffnung an Bord. Die Zuteilung für die anderen Schiffe ist nicht bekannt. Weiterhin waren die Schiffe mit jeweils zwei Schnellladekanonen Kaliber 8,8 cm L/30 (Blücher vier) und jeweils sechs 3,7-cm-Hotchkiss-Revolverkanonen ausgestattet.
Die Blücher wurde nach ihrer Umwandlung zum Torpedoschulschiff mit Torpedorohren bewaffnet, deren Anzahl zwischen vier und sieben lag. Es waren 35-cm-Rohre, die an verschiedenen Stellen im Schiff oberhalb und unterhalb der Wasserlinie platziert wurden. Die Bismarck besaß ebenfalls zwei dieser 35-cm-Torpedorohre, die im Bug über der Wasserlinie angebracht waren. Die übrigen Schiffe verfügten nicht über diese Waffe.